# Bilan saison par saison du Manchester City Football Club

Panorama du City of Manchester Stadium

Cet article présente le bilan saison par saison de Manchester City, à savoir ses résultats en championnat, coupes nationales et coupes européennes. Il indique aussi pour chaque année le meilleur buteur toutes compétitions confondues du club.
Manchester City F.C. a été fondé sous le nom de St. Mark's (West Gorton) en 1880 par Anna Connell et deux bedeaux de l'église St Marc (St. Mark's Church), à Gorton, un district dans l'est de Manchester. Avant cela, toutefois, St. Mark's jouait au cricket depuis 1875 et l'équipe fut élaborée en dehors de cette équipe de cricket et l'organisateur clé était le directeur d'église William Beastow. En 1887 le club migra vers un nouveau terrain à Hyde Road, à Ardwick, juste à l'est du centre-ville, et fut renommé Ardwick A.F.C. pour refléter leur nouvel emplacement. Ardwick rejoignit la Football League comme membre fondateur de la Second Division en 1892. Des troubles financiers durant la saison 1893-94 mena à une réorganisation interne du club, et Ardwick fut reformé en tant que Manchester City F.C.
City a connu sa première saison en Première division en Championnat d'Angleterre de football 1899-1900. Depuis, le club a connu 22 promotions et relégations.
Les Citizens gagnent leur premier trophée en 1904 avec la Coupe d'Angleterre.
Le club a connu sa période la plus faste de la fin des années 1960 au début des années 1970, époque qui le voit remporter le Championnat d'Angleterre, la Coupe d'Angleterre, la Coupe de la Ligue et Coupe des coupes avec Joe Mercer et Malcolm Allison à la tête de l'équipe et avec des joueurs comme Colin Bell, Mike Summerbee ou Francis Lee.
Depuis sa victoire en 1976 en coupe de la ligue, le club ne réussit plus à gagner le moindre trophée. Le déclin du club l'a conduit à deux relégations en trois ans au cours des années 1990. Ainsi, City a passé la saison 98-99 au troisième échelon du football anglais pour la seule et unique fois de son histoire. Le club a regagné depuis sa place au sein de l'élite, niveau qu'il a fréquenté le plus souvent durant son histoire. Après 35 ans sans trophée, City gagne la Coupe d'Angleterre en 2011. En 2012, 44 ans après avoir remporté le championnat pour la dernière fois, Roberto Mancini et ses hommes parviennent à retoucher le sommet de la ligue d'Angleterre. Manuel Pellegrini réussira à son tour à mettre le grappin sur le championnat, remportant la même année la Coupe de la Ligue 2014.
Le club remporte sa première Ligue des champions en 2023.
En 2024, le club marque l'histoire du football anglais, en devenant le premier club anglais à remporter le championnat quatre fois de suite.

## Légende du tableau
| Champion / Vainqueur | Deuxième / Finaliste | Troisième | Promotion | Relégation |

Les changements de divisions sont indiqués en gras.
- Première division = Division 1 (jusqu'en 1992) puis Premier League (depuis 1992)
- Deuxième division = Division 2 (jusqu'en 1992) puis Division 1 (1992-2004) puis Championship (depuis 2004)

- C1 = Coupe des clubs champions européens (jusqu'en 1992) puis Ligue des champions (depuis 1992)
- C2 = Coupe des coupes (1960-1999)
- C3 = Coupe des villes de foires (1955-1971) puis Coupe UEFA (1971-2009) puis Ligue Europa (depuis 2009)

## Bilan toutes compétitions confondues
| Saison                                                                                   | Championnat       | Championnat | Championnat | Championnat | Championnat | Championnat | Championnat | Championnat | Championnat | Championnat | Coupes nationales  | Coupes nationales | Coupes nationales | Coupes d'Europe | Coupes d'Europe             | Coupes d'Europe     | Coupe du monde des clubs | Meilleur(s) buteur(s)               | Meilleur(s) buteur(s) |
| Saison                                                                                   | Division          | Pos         | Pts         | J           | V           | N           | D           | BP          | BC          | Diff.       | Coupe d'Angleterre | Coupe de la Ligue | Supercoupe        | Compétition     | Résultat                    | Supercoupe d'Europe | Coupe du monde des clubs | Nom(s)                              | But(s)                |
| ---------------------------------------------------------------------------------------- | ----------------- | ----------- | ----------- | ----------- | ----------- | ----------- | ----------- | ----------- | ----------- | ----------- | ------------------ | ----------------- | ----------------- | --------------- | --------------------------- | ------------------- | ------------------------ | ----------------------------------- | --------------------- |
| 1891-1892                                                                                | Football Alliance | 8e          | 18          | 22          | 6           | 6           | 10          | 39          | 51          | -12         | Quarts de finale   | —                 | —                 | —               | —                           | —                   | —                        | Hugh Morris                         | 10                    |
| 1892-1893                                                                                | Division 2        | 5e          | 21          | 22          | 9           | 3           | 10          | 45          | 40          | +5          | Quarts de finale   | —                 | —                 | —               | —                           | —                   | —                        | David Weir                          | 8                     |
| 1893-1894                                                                                | Division 2        | 13e         | 18          | 28          | 8           | 2           | 18          | 47          | 71          | -28         | Quarts de finale   | —                 | —                 | —               | —                           | —                   | —                        | Hugh Morris                         | 7                     |
| 1894-1895                                                                                | Division 2        | 9e          | 31          | 30          | 14          | 3           | 13          | 82          | 72          | +10         | Non-inscrit        | —                 | —                 | —               | —                           | —                   | —                        | Pat Finnerhan                       | 15                    |
| 1895-1896                                                                                | Division 2        | 2e          | 46          | 30          | 21          | 4           | 5           | 63          | 38          | +25         | Forfait            | —                 | —                 | —               | —                           | —                   | —                        | Billy Meredith                      | 13                    |
| 1896-1897                                                                                | Division 2        | 6e          | 32          | 30          | 12          | 8           | 10          | 58          | 50          | +8          | Premier tour       | —                 | —                 | —               | —                           | —                   | —                        | Billy Meredith                      | 10                    |
| 1897-1898                                                                                | Division 2        | 3e          | 39          | 30          | 15          | 9           | 6           | 66          | 36          | +30         | Deuxième tour      | —                 | —                 | —               | —                           | —                   | —                        | Billie Gillespie                    | 19                    |
| 1898-1899                                                                                | Division 2        | 1er         | 52          | 34          | 23          | 6           | 5           | 92          | 35          | +57         | Premier tour       | —                 | —                 | —               | —                           | —                   | —                        | Billy Meredith                      | 30                    |
| 1899-1900                                                                                | Division 1        | 7e          | 34          | 34          | 13          | 8           | 13          | 50          | 44          | +6          | Premier tour       | —                 | —                 | —               | —                           | —                   | —                        | Billy Meredith                      | 14                    |
| 1900-1901                                                                                | Division 1        | 11e         | 32          | 34          | 13          | 6           | 15          | 48          | 58          | -10         | Premier tour       | —                 | —                 | —               | —                           | —                   | —                        | Joe Cassidy                         | 15                    |
| 1901-1902                                                                                | Division 1        | 18e         | 28          | 34          | 11          | 6           | 17          | 42          | 58          | -16         | Deuxième tour      | —                 | —                 | —               | —                           | —                   | —                        | Billie Gillespie                    | 15                    |
| 1902-1903                                                                                | Division 2        | 1er         | 54          | 34          | 25          | 4           | 5           | 95          | 29          | +66         | Premier tour       | —                 | —                 | —               | —                           | —                   | —                        | Billie Gillespie                    | 30                    |
| 1903-1904                                                                                | Division 1        | 2e          | 44          | 34          | 19          | 6           | 9           | 71          | 45          | +26         | Vainqueur          | —                 | —                 | —               | —                           | —                   | —                        | Billie Gillespie Sandy Turnbull     | 21                    |
| 1904-1905                                                                                | Division 1        | 3e          | 46          | 34          | 20          | 6           | 8           | 66          | 37          | +29         | Deuxième tour      | —                 | —                 | —               | —                           | —                   | —                        | Sandy Turnbull                      | 20                    |
| 1905-1906                                                                                | Division 1        | 5e          | 43          | 38          | 19          | 5           | 14          | 73          | 54          | +19         | Premier tour       | —                 | —                 | —               | —                           | —                   | —                        | Irvine Thornley                     | 21                    |
| 1906-1907                                                                                | Division 1        | 17e         | 32          | 38          | 10          | 12          | 16          | 53          | 77          | -24         | Premier tour       | —                 | —                 | —               | —                           | —                   | —                        | Irvine Thornley                     | 14                    |
| 1907-1908                                                                                | Division 1        | 3e          | 43          | 38          | 16          | 11          | 11          | 62          | 54          | +8          | Troisième tour     | —                 | —                 | —               | —                           | —                   | —                        | Irvine Thornley                     | 14                    |
| 1908-1909                                                                                | Division 1        | 19e         | 34          | 38          | 15          | 4           | 19          | 67          | 69          | -2          | Premier tour       | —                 | —                 | —               | —                           | —                   | —                        | Irvine Thornley                     | 18                    |
| 1909-1910                                                                                | Division 2        | 1er         | 54          | 38          | 23          | 8           | 7           | 81          | 40          | +41         | Quatrième tour     | —                 | —                 | —               | —                           | —                   | —                        | George Dorsett Lot Jones            | 14                    |
| 1910-1911                                                                                | Division 1        | 17e         | 31          | 38          | 9           | 13          | 16          | 43          | 58          | -15         | Deuxième tour      | —                 | —                 | —               | —                           | —                   | —                        | George Wynn                         | 9                     |
| 1911-1912                                                                                | Division 1        | 15e         | 35          | 38          | 13          | 9           | 16          | 56          | 58          | -2          | Deuxième tour      | —                 | —                 | —               | —                           | —                   | —                        | George Wynn                         | 18                    |
| 1912-1913                                                                                | Division 1        | 6e          | 44          | 38          | 18          | 8           | 12          | 53          | 37          | +16         | Deuxième tour      | —                 | —                 | —               | —                           | —                   | —                        | George Wynn                         | 16                    |
| 1913-1914                                                                                | Division 1        | 13e         | 36          | 38          | 14          | 8           | 16          | 51          | 53          | -2          | Quatrième tour     | —                 | —                 | —               | —                           | —                   | —                        | Tommy Browell                       | 14                    |
| 1914-1915                                                                                | Division 1        | 5e          | 43          | 38          | 15          | 13          | 10          | 49          | 39          | +10         | Troisième tour     | —                 | —                 | —               | —                           | —                   | —                        | Fred Howard                         | 18                    |
| Aucune compétition disputée entre 1915 et 1919 en raison de la Première Guerre mondiale. |                   |             |             |             |             |             |             |             |             |             |                    |                   |                   |                 |                             |                     |                          |                                     |                       |
| 1919-1920                                                                                | Division 1        | 7e          | 45          | 42          | 18          | 9           | 15          | 71          | 62          | +9          | Deuxième tour      | —                 | —                 | —               | —                           | —                   | —                        | Horace Barnes                       | 23                    |
| 1920-1921                                                                                | Division 1        | 2e          | 54          | 42          | 24          | 6           | 12          | 70          | 50          | +20         | Premier tour       | —                 | —                 | —               | —                           | —                   | —                        | Tommy Browell                       | 32                    |
| 1921-1922                                                                                | Division 1        | 10e         | 45          | 42          | 18          | 9           | 15          | 65          | 70          | -5          | Troisième tour     | —                 | —                 | —               | —                           | —                   | —                        | Tommy Browell                       | 26                    |
| 1922-1923                                                                                | Division 1        | 8e          | 45          | 42          | 17          | 11          | 14          | 50          | 49          | +1          | Premier tour       | —                 | —                 | —               | —                           | —                   | —                        | Horace Barnes                       | 21                    |
| 1923-1924                                                                                | Division 1        | 11e         | 42          | 42          | 15          | 12          | 15          | 54          | 71          | -17         | Demi-finales       | —                 | —                 | —               | —                           | —                   | —                        | Horace Barnes                       | 22                    |
| 1924-1925                                                                                | Division 1        | 10e         | 43          | 42          | 17          | 9           | 16          | 76          | 68          | -8          | Premier tour       | —                 | —                 | —               | —                           | —                   | —                        | Frank Roberts                       | 32                    |
| 1925-1926                                                                                | Division 1        | 21e         | 35          | 42          | 12          | 11          | 19          | 89          | 100         | -11         | Finale             | —                 | —                 | —               | —                           | —                   | —                        | Frank Roberts                       | 30                    |
| 1926-1927                                                                                | Division 2        | 3e          | 54          | 42          | 22          | 10          | 10          | 108         | 61          | +47         | Troisième tour     | —                 | —                 | —               | —                           | —                   | —                        | Tommy Johnson                       | 25                    |
| 1927-1928                                                                                | Division 2        | 1er         | 59          | 42          | 25          | 9           | 8           | 100         | 59          | +41         | Cinquième tour     | —                 | —                 | —               | —                           | —                   | —                        | Tommy Johnson Frank Roberts         | 20                    |
| 1928-1929                                                                                | Division 1        | 8e          | 45          | 42          | 18          | 9           | 15          | 95          | 86          | +9          | Troisième tour     | —                 | —                 | —               | —                           | —                   | —                        | Tommy Johnson                       | 38                    |
| 1929-1930                                                                                | Division 1        | 3e          | 47          | 42          | 19          | 9           | 14          | 91          | 81          | +10         | Cinquième tour     | —                 | —                 | —               | —                           | —                   | —                        | Tommy Tait                          | 31                    |
| 1930-1931                                                                                | Division 1        | 8e          | 46          | 42          | 18          | 10          | 14          | 75          | 70          | +5          | Troisième tour     | —                 | —                 | —               | —                           | —                   | —                        | Eric Brook                          | 17                    |
| 1931-1932                                                                                | Division 1        | 14e         | 38          | 42          | 13          | 12          | 17          | 83          | 73          | +10         | Demi-finales       | —                 | —                 | —               | —                           | —                   | —                        | Dave Halliday                       | 32                    |
| 1932-1933                                                                                | Division 1        | 16e         | 37          | 42          | 16          | 5           | 21          | 68          | 71          | -3          | Finale             | —                 | —                 | —               | —                           | —                   | —                        | Fred Tilson                         | 23                    |
| 1933-1934                                                                                | Division 1        | 5e          | 45          | 42          | 17          | 11          | 14          | 65          | 72          | -7          | Vainqueur          | —                 | —                 | —               | —                           | —                   | —                        | Alec Herd                           | 21                    |
| 1934-1935                                                                                | Division 1        | 4e          | 48          | 42          | 20          | 8           | 14          | 82          | 67          | +15         | Troisième tour     | —                 | Finale            | —               | —                           | —                   | —                        | Fred Tilson                         | 23                    |
| 1935-1936                                                                                | Division 1        | 9e          | 42          | 42          | 17          | 8           | 17          | 68          | 60          | +8          | Cinquième tour     | —                 | —                 | —               | —                           | —                   | —                        | Eric Brook                          | 16                    |
| 1936-1937                                                                                | Division 1        | 1er         | 57          | 42          | 22          | 13          | 7           | 107         | 61          | +46         | Quarts de finale   | —                 | —                 | —               | —                           | —                   | —                        | Peter Doherty                       | 32                    |
| 1937-1938                                                                                | Division 1        | 21e         | 49          | 42          | 14          | 8           | 20          | 80          | 77          | +3          | Quarts de finale   | —                 | Vainqueur         | —               | —                           | —                   | —                        | Peter Doherty                       | 26                    |
| 1938-1939                                                                                | Division 2        | 5e          | 49          | 42          | 21          | 7           | 14          | 96          | 72          | +24         | Quatrième tour     | —                 | —                 | —               | —                           | —                   | —                        | Alec Herd                           | 22                    |
| Aucune compétition disputée entre 1939 et 1945 en raison de la Seconde Guerre mondiale.  |                   |             |             |             |             |             |             |             |             |             |                    |                   |                   |                 |                             |                     |                          |                                     |                       |
| 1945-1946                                                                                | —                 | —           | —           | —           | —           | —           | —           | —           | —           | —           | Quatrième tour     | —                 | —                 | —               | —                           | —                   | —                        | N/A                                 | —                     |
| 1946-1947                                                                                | Division 2        | 1er         | 62          | 42          | 26          | 10          | 6           | 78          | 35          | +43         | Cinquième tour     | —                 | —                 | —               | —                           | —                   | —                        | George Smith                        | 23                    |
| 1947-1948                                                                                | Division 1        | 10e         | 42          | 42          | 15          | 12          | 15          | 52          | 47          | +5          | Cinquième tour     | —                 | —                 | —               | —                           | —                   | —                        | Andy Black                          | 17                    |
| 1948-1949                                                                                | Division 1        | 7e          | 45          | 42          | 15          | 15          | 12          | 47          | 51          | -4          | Troisième tour     | —                 | —                 | —               | —                           | —                   | —                        | George Smith                        | 13                    |
| 1949-1950                                                                                | Division 1        | 21e         | 29          | 42          | 8           | 13          | 21          | 36          | 68          | -32         | Troisième tour     | —                 | —                 | —               | —                           | —                   | —                        | Roy Clarke                          | 10                    |
| 1950-1951                                                                                | Division 2        | 2e          | 52          | 42          | 19          | 14          | 9           | 89          | 61          | +28         | Troisième tour     | —                 | —                 | —               | —                           | —                   | —                        | Dennis Westcott                     | 26                    |
| 1951-1952                                                                                | Division 1        | 15e         | 39          | 42          | 13          | 13          | 16          | 58          | 61          | -3          | Troisième tour     | —                 | —                 | —               | —                           | —                   | —                        | Johnny Hart Dennis Westcott         | 11                    |
| 1952-1953                                                                                | Division 1        | 20e         | 35          | 42          | 14          | 7           | 21          | 72          | 87          | -15         | Quatrième tour     | —                 | —                 | —               | —                           | —                   | —                        | Billy Spurdle Johnny Williamson     | 12                    |
| 1953-1954                                                                                | Division 1        | 17e         | 37          | 42          | 14          | 9           | 19          | 62          | 77          | -15         | Quatrième tour     | —                 | —                 | —               | —                           | —                   | —                        | Don Revie                           | 13                    |
| 1954-1955                                                                                | Division 1        | 7e          | 46          | 42          | 18          | 10          | 14          | 76          | 69          | +7          | Finale             | —                 | —                 | —               | —                           | —                   | —                        | Johnny Hart Joe Hayes               | 15                    |
| 1955-1956                                                                                | Division 1        | 4e          | 46          | 42          | 18          | 10          | 14          | 82          | 69          | +17         | Vainqueur          | —                 | —                 | —               | —                           | —                   | —                        | Joe Hayes                           | 27                    |
| 1956-1957                                                                                | Division 1        | 18e         | 35          | 42          | 13          | 9           | 20          | 78          | 88          | -10         | Troisième tour     | —                 | Finale            | —               | —                           | —                   | —                        | Bobby Johnstone                     | 19                    |
| 1957-1958                                                                                | Division 1        | 5e          | 49          | 42          | 22          | 5           | 15          | 104         | 100         | +4          | Troisième tour     | —                 | —                 | —               | —                           | —                   | —                        | Joe Hayes                           | 26                    |
| 1958-1959                                                                                | Division 1        | 20e         | 31          | 42          | 11          | 9           | 22          | 64          | 95          | -31         | Troisième tour     | —                 | —                 | —               | —                           | —                   | —                        | Colin Barlow                        | 18                    |
| 1959-1960                                                                                | Division 1        | 16e         | 37          | 42          | 17          | 3           | 22          | 78          | 84          | -6          | Troisième tour     | —                 | —                 | —               | —                           | —                   | —                        | Billy McAdams                       | 22                    |
| 1960-1961                                                                                | Division 1        | 13e         | 37          | 42          | 13          | 11          | 18          | 79          | 90          | -11         | Quatrième tour     | Troisième tour    | —                 | —               | —                           | —                   | —                        | Denis Law                           | 23                    |
| 1961-1962                                                                                | Division 1        | 12e         | 41          | 42          | 17          | 7           | 18          | 78          | 81          | -3          | Quatrième tour     | Premier tour      | —                 | —               | —                           | —                   | —                        | Peter Dobing                        | 22                    |
| 1962-1963                                                                                | Division 1        | 21e         | 31          | 42          | 10          | 11          | 21          | 58          | 102         | -44         | Cinquième tour     | Cinquième tour    | —                 | —               | —                           | —                   | —                        | Alex Harley                         | 32                    |
| 1963-1964                                                                                | Division 2        | 6e          | 46          | 42          | 18          | 10          | 14          | 84          | 66          | +18         | Troisième tour     | Demi-finales      | —                 | —               | —                           | —                   | —                        | Derek Kevan                         | 36                    |
| 1964-1965                                                                                | Division 2        | 11e         | 41          | 42          | 16          | 9           | 17          | 63          | 62          | +1          | Troisième tour     | Deuxième tour     | —                 | —               | —                           | —                   | —                        | Derek Kevan                         | 20                    |
| 1965-1966                                                                                | Division 2        | 1er         | 59          | 42          | 22          | 15          | 5           | 76          | 44          | +22         | Quarts de finale   | Troisième tour    | —                 | —               | —                           | —                   | —                        | Neil Young                          | 17                    |
| 1966-1967                                                                                | Division 1        | 15e         | 39          | 42          | 12          | 15          | 15          | 43          | 52          | -9          | Quarts de finale   | Troisième tour    | —                 | —               | —                           | —                   | —                        | Colin Bell                          | 14                    |
| 1967-1968                                                                                | Division 1        | 1er         | 58          | 42          | 26          | 6           | 10          | 86          | 43          | +43         | Quatrième tour     | Quatrième tour    | —                 | —               | —                           | —                   | —                        | Neil Young                          | 21                    |
| 1968-1969                                                                                | Division 1        | 13e         | 40          | 42          | 15          | 10          | 17          | 64          | 55          | +9          | Vainqueur          | Troisième tour    | Vainqueur         | C1              | Premier tour                | —                   | —                        | Francis Lee                         | 18                    |
| 1969-1970                                                                                | Division 1        | 10e         | 43          | 42          | 16          | 11          | 15          | 55          | 48          | +7          | Quatrième tour     | Vainqueur         | Finale            | C2              | Vainqueur                   | —                   | —                        | Colin Bell Francis Lee              | 22                    |
| 1970-1971                                                                                | Division 1        | 11e         | 41          | 42          | 12          | 17          | 13          | 47          | 42          | +5          | Cinquième tour     | Deuxième tour     | —                 | C2              | Demi-finales                | —                   | —                        | Colin Bell Francis Lee              | 19                    |
| 1971-1972                                                                                | Division 1        | 4e          | 57          | 42          | 23          | 11          | 8           | 77          | 45          | +22         | Troisième tour     | Troisième tour    | —                 | —               | —                           | —                   | —                        | Francis Lee                         | 35                    |
| 1972-1973                                                                                | Division 1        | 11e         | 41          | 42          | 15          | 11          | 16          | 57          | 60          | -3          | Cinquième tour     | Troisième tour    | Vainqueur         | C3              | Premier tour                | —                   | —                        | Rodney Mash                         | 19                    |
| 1973-1974                                                                                | Division 1        | 14e         | 40          | 42          | 14          | 12          | 16          | 39          | 46          | -7          | Quatrième tour     | Finale            | Finale            | —               | —                           | —                   | —                        | Francis Lee                         | 18                    |
| 1974-1975                                                                                | Division 1        | 8e          | 46          | 42          | 16          | 11          | 15          | 54          | 54          | 0           | Troisième tour     | Troisième tour    | —                 | —               | —                           | —                   | —                        | Colin Bell                          | 18                    |
| 1975-1976                                                                                | Division 1        | 8e          | 43          | 42          | 16          | 11          | 15          | 64          | 46          | +18         | Quatrième tour     | Vainqueur         | —                 | —               | —                           | —                   | —                        | Dennis Tueart                       | 24                    |
| 1976-1977                                                                                | Division 1        | 2e          | 56          | 42          | 21          | 14          | 7           | 60          | 34          | +26         | Cinquième tour     | Deuxième tour     | —                 | C3              | Premier tour                | —                   | —                        | Brian Kidd                          | 23                    |
| 1977-1978                                                                                | Division 1        | 4e          | 56          | 42          | 21          | 14          | 7           | 60          | 34          | +26         | Quatrième tour     | Cinquième tour    | —                 | C3              | Premier tour                | —                   | —                        | Brian Kidd                          | 20                    |
| 1978-1979                                                                                | Division 1        | 15e         | 39          | 42          | 13          | 13          | 16          | 58          | 56          | +2          | Quatrième tour     | Cinquième tour    | —                 | C3              | Quatrième tour              | —                   | —                        | Mick Channon                        | 15                    |
| 1979-1980                                                                                | Division 1        | 17e         | 37          | 42          | 12          | 13          | 17          | 43          | 66          | -23         | Troisième tour     | Troisième tour    | —                 | —               | —                           | —                   | —                        | Michael Robinson                    | 9                     |
| 1980-1981                                                                                | Division 1        | 12e         | 39          | 42          | 14          | 11          | 17          | 56          | 59          | -3          | Finale             | Demi-finales      | —                 | —               | —                           | —                   | —                        | Kevin Reeves                        | 17                    |
| 1981-1982                                                                                | Division 1        | 10e         | 58          | 42          | 15          | 13          | 14          | 49          | 50          | -1          | Quatrième tour     | Quatrième tour    | —                 | —               | —                           | —                   | —                        | Trevor Francis                      | 14                    |
| 1982-1983                                                                                | Division 1        | 20e         | 47          | 42          | 13          | 8           | 21          | 47          | 70          | -23         | Quatrième tour     | Troisième tour    | —                 | —               | —                           | —                   | —                        | David Cross                         | 13                    |
| 1983-1984                                                                                | Division 2        | 4e          | 70          | 42          | 20          | 10          | 12          | 66          | 48          | +18         | Troisième tour     | Troisième tour    | —                 | —               | —                           | —                   | —                        | Derek Parlane                       | 19                    |
| 1984-1985                                                                                | Division 2        | 3e          | 74          | 42          | 21          | 11          | 10          | 66          | 40          | +26         | Troisième tour     | Quatrième tour    | —                 | —               | —                           | —                   | —                        | Gordon Smith                        | 13                    |
| 1985-1986                                                                                | Division 1        | 15e         | 45          | 42          | 11          | 12          | 19          | 43          | 57          | -14         | Quatrième tour     | Troisième tour    | —                 | —               | —                           | —                   | —                        | Mark Lillis                         | 12                    |
| 1986-1987                                                                                | Division 1        | 21e         | 39          | 42          | 8           | 15          | 19          | 36          | 57          | -21         | Troisième tour     | Troisième tour    | —                 | —               | —                           | —                   | —                        | Imre Varadi                         | 9                     |
| 1987-1988                                                                                | Division 2        | 9e          | 65          | 44          | 19          | 8           | 17          | 80          | 60          | +20         | Quarts de finale   | Quarts de finale  | —                 | —               | —                           | —                   | —                        | Paul Stewart                        | 27                    |
| 1988-1989                                                                                | Division 2        | 2e          | 82          | 46          | 23          | 13          | 10          | 77          | 53          | +24         | Quatrième tour     | Quatrième tour    | —                 | —               | —                           | —                   | —                        | Paul Moulden                        | 17                    |
| 1989-1990                                                                                | Division 1        | 14e         | 48          | 38          | 12          | 12          | 16          | 43          | 52          | -9          | Troisième tour     | Quatrième tour    | —                 | —               | —                           | —                   | —                        | Clive Allen                         | 11                    |
| 1990-1991                                                                                | Division 1        | 5e          | 62          | 38          | 17          | 11          | 10          | 64          | 53          | +11         | Cinquième tour     | Troisième tour    | —                 | —               | —                           | —                   | —                        | Niall Quinn                         | 21                    |
| 1991-1992                                                                                | Division 1        | 5e          | 70          | 42          | 15          | 12          | 15          | 56          | 51          | +5          | Troisième tour     | Quatrième tour    | —                 | —               | —                           | —                   | —                        | David White                         | 21                    |
| 1992-1993                                                                                | Premier League    | 9e          | 57          | 42          | 15          | 12          | 15          | 56          | 51          | +5          | Quarts de finale   | Troisième tour    | —                 | —               | —                           | —                   | —                        | David White                         | 19                    |
| 1993-1994                                                                                | Premier League    | 16e         | 45          | 42          | 9           | 18          | 15          | 38          | 49          | -11         | Quatrième tour     | Quatrième tour    | —                 | —               | —                           | —                   | —                        | Niall Quinn Mike Sheron             | 6                     |
| 1994-1995                                                                                | Premier League    | 17e         | 49          | 42          | 12          | 13          | 17          | 53          | 64          | -11         | Cinquième tour     | Cinquième tour    | —                 | —               | —                           | —                   | —                        | Uwe Rösler                          | 22                    |
| 1995-1996                                                                                | Premier League    | 18e         | 38          | 38          | 9           | 11          | 18          | 33          | 58          | -25         | Cinquième tour     | Troisième tour    | —                 | —               | —                           | —                   | —                        | Uwe Rösler                          | 13                    |
| 1996-1997                                                                                | Division 1        | 14e         | 61          | 46          | 17          | 10          | 19          | 59          | 60          | -1          | Cinquième tour     | Deuxième tour     | —                 | —               | —                           | —                   | —                        | Uwe Rösler                          | 16                    |
| 1997-1998                                                                                | Division 1        | 22e         | 48          | 46          | 12          | 12          | 22          | 56          | 57          | -1          | Quatrième tour     | Deuxième tour     | —                 | —               | —                           | —                   | —                        | Paul Dickov                         | 9                     |
| 1998-1999                                                                                | Division 2        | 3e          | 82          | 46          | 22          | 16          | 8           | 69          | 33          | +36         | Troisième tour     | Deuxième tour     | —                 | —               | —                           | —                   | —                        | Shaun Goater                        | 22                    |
| 1999-2000                                                                                | Division 1        | 2e          | 89          | 46          | 26          | 11          | 9           | 78          | 40          | +38         | Quatrième tour     | Deuxième tour     | —                 | —               | —                           | —                   | —                        | Shaun Goater                        | 29                    |
| 2000-2001                                                                                | Premier League    | 18e         | 34          | 38          | 8           | 10          | 20          | 41          | 65          | -24         | Cinquième tour     | Cinquième tour    | —                 | —               | —                           | —                   | —                        | Shaun Goater                        | 11                    |
| 2001-2002                                                                                | Division 1        | 1er         | 99          | 46          | 31          | 6           | 9           | 108         | 52          | +56         | Cinquième tour     | Quatrième tour    | —                 | —               | —                           | —                   | —                        | Shaun Goater                        | 32                    |
| 2002-2003                                                                                | Premier League    | 9e          | 51          | 38          | 15          | 6           | 17          | 47          | 54          | -7          | Troisième tour     | Troisième tour    | —                 | —               | —                           | —                   | —                        | Nicolas Anelka                      | 14                    |
| 2003-2004                                                                                | Premier League    | 16e         | 41          | 38          | 9           | 14          | 15          | 55          | 54          | +1          | Cinquième tour     | Quatrième tour    | —                 | C3              | Deuxième tour               | —                   | —                        | Nicolas Anelka                      | 24                    |
| 2004-2005                                                                                | Premier League    | 8e          | 52          | 38          | 13          | 13          | 12          | 47          | 39          | +8          | Troisième tour     | Troisième tour    | —                 | —               | —                           | —                   | —                        | Robbie Fowler Shaun Wright-Phillips | 11                    |
| 2005-2006                                                                                | Premier League    | 15e         | 43          | 38          | 13          | 4           | 21          | 43          | 48          | -5          | Quarts de finale   | Deuxième tour     | —                 | —               | —                           | —                   | —                        | Andy Cole Darius Vassell            | 10                    |
| 2006-2007                                                                                | Premier League    | 14e         | 42          | 38          | 11          | 9           | 18          | 29          | 44          | -15         | Quarts de finale   | Deuxième tour     | —                 | —               | —                           | —                   | —                        | Joey Barton                         | 7                     |
| 2007-2008                                                                                | Premier League    | 9e          | 55          | 38          | 15          | 10          | 13          | 45          | 53          | -8          | Quatrième tour     | Quarts de finale  | —                 | —               | —                           | —                   | —                        | Elano                               | 10                    |
| 2008-2009                                                                                | Premier League    | 10e         | 50          | 38          | 15          | 5           | 18          | 58          | 50          | +8          | Troisième tour     | Deuxième tour     | —                 | C3              | Quarts de finale            | —                   | —                        | Robinho                             | 15                    |
| 2009-2010                                                                                | Premier League    | 5e          | 67          | 38          | 18          | 13          | 7           | 73          | 45          | +28         | Cinquième tour     | Demi-finales      | —                 | —               | —                           | —                   | —                        | Carlos Tévez                        | 29                    |
| 2010-2011                                                                                | Premier League    | 3e          | 71          | 38          | 21          | 8           | 9           | 60          | 33          | +27         | Vainqueur          | Troisième tour    | —                 | C3              | Huitièmes de finale         | —                   | —                        | Carlos Tévez                        | 23                    |
| 2011-2012                                                                                | Premier League    | 1er         | 89          | 38          | 28          | 5           | 5           | 93          | 29          | +64         | Troisième tour     | Troisième tour    | Finale            | C1/C3           | Huitièmes de finale         | —                   | —                        | Sergio Agüero                       | 30                    |
| 2012-2013                                                                                | Premier League    | 2e          | 78          | 38          | 23          | 9           | 6           | 66          | 34          | +22         | Finale             | Troisième tour    | Vainqueur         | C1              | Phase de groupes            | —                   | —                        | Carlos Tévez Sergio Agüero          | 17                    |
| 2013-2014                                                                                | Premier League    | 1er         | 86          | 38          | 27          | 5           | 6           | 102         | 37          | +65         | Quarts de finale   | Vainqueur         | —                 | C1              | Huitièmes de finale         | —                   | —                        | Sergio Agüero                       | 28                    |
| 2014-2015                                                                                | Premier League    | 2e          | 79          | 38          | 24          | 7           | 7           | 83          | 38          | +45         | Quatrième tour     | Troisième tour    | Finale            | C1              | Huitièmes de finale         | —                   | —                        | Sergio Agüero                       | 32                    |
| 2015-2016                                                                                | Premier League    | 4e          | 66          | 38          | 19          | 9           | 10          | 71          | 41          | +30         | Cinquième tour     | Vainqueur         | —                 | C1              | Demi-finales                | —                   | —                        | Sergio Agüero                       | 29                    |
| 2016-2017                                                                                | Premier League    | 3e          | 78          | 38          | 23          | 9           | 6           | 80          | 39          | +41         | Demi-finales       | Quatrième tour    | —                 | C1              | Huitièmes de finale         | —                   | —                        | Sergio Agüero                       | 33                    |
| 2017-2018                                                                                | Premier League    | 1er         | 100         | 38          | 32          | 4           | 2           | 106         | 27          | +79         | Cinquième tour     | Vainqueur         | —                 | C1              | Quarts de finale            | —                   | —                        | Sergio Agüero                       | 35                    |
| 2018-2019                                                                                | Premier League    | 1er         | 98          | 38          | 32          | 2           | 4           | 95          | 23          | +72         | Vainqueur          | Vainqueur         | Vainqueur         | C1              | Quarts de finale            | —                   | —                        | Sergio Agüero                       | 32                    |
| 2019-2020                                                                                | Premier League    | 2e          | 81          | 38          | 26          | 3           | 9           | 102         | 35          | +67         | Demi-finales       | Vainqueur         | Vainqueur         | C1              | Quarts de finale            | —                   | —                        | Raheem Sterling                     | 31                    |
| 2020-2021                                                                                | Premier League    | 1er         | 86          | 38          | 27          | 5           | 6           | 83          | 32          | +51         | Demi-finales       | Vainqueur         | —                 | C1              | Finale                      | —                   | —                        | İlkay Gündoğan                      | 17                    |
| 2021-2022                                                                                | Premier League    | 1er         | 93          | 38          | 29          | 6           | 3           | 99          | 26          | +73         | Demi-finales       | Quatrième tour    | Finale            | C1              | Demi-finales                | —                   | —                        | Riyad Mahrez                        | 24                    |
| 2022-2023                                                                                | Premier League    | 1er         | 89          | 38          | 28          | 5           | 5           | 94          | 33          | +61         | Vainqueur          | Cinquième tour    | Finale            | C1              | Vainqueur                   | —                   | —                        | Erling Haaland                      | 52                    |
| 2023-2024                                                                                | Premier League    | 1er         | 91          | 38          | 28          | 7           | 3           | 96          | 34          | +62         | Finale             | Troisième tour    | Finale            | C1              | Quarts de finale            | Vainqueur           | Vainqueur                | Erling Haaland                      | 38                    |
| 2024-2025                                                                                | Premier League    | 3e          | 71          | 38          | 21          | 8           | 9           | 72          | 44          | +28         | Finale             | Quatrième tour    | Vainqueur         | C1              | Barrages de la phase finale | —                   | Huitièmes de finale      | Erling Haaland                      | 31                    |
| Saison                                                                                   | Championnat       | Championnat | Championnat | Championnat | Championnat | Championnat | Championnat | Championnat | Championnat | Championnat | Coupes nationales  | Coupes nationales | Coupes nationales | Coupes d'Europe | Coupes d'Europe             | Coupes d'Europe     | Coupe du monde des clubs | Meilleur(s) buteur(s)               | Meilleur(s) buteur(s) |
| Saison                                                                                   | Division          | Pos         | Pts         | J           | V           | N           | D           | BP          | BC          | Diff.       | Coupe d'Angleterre | Coupe de la Ligue | Supercoupe        | Compétition     | Résultat                    | Supercoupe d'Europe | Coupe du monde des clubs | Nom(s)                              | But(s)                |